# Onthophagus petrovitzianus
Onthophagus petrovitzianus es una especie de insecto del género Onthophagus, familia Scarabaeidae, orden Coleoptera.

Fue descrita científicamente por Pittino en 2006.